# Дворац Локенхаус
Дворац Локенхаус (мађ. Léka) је замак и средњовековна тврђава у Гинс долини, у југоисточном делу Локенхауса, у Бургенланду, источној Аустрији. Дворац Локенхаус је на 368 м надморске висине. Дворац је саграђен у романском и готичком архитектонском стилу око 1200. године, а у почетку се звао „Леука“ или Léka. Део је Парка природе Гешрајбенштајн.

## Географија
Дворац се налази у долини Гинс, смештен усред брдовитог терена у источној Аустрији, у близини мађарске границе према Кесегу.  Налази се у југоисточном делу града Локенхаус, отприлике 120 км јужно од Беча и отприлике на истој удаљености североисточно од Граца. Изграђен је на брду, које се данас назива Брдо замка. До њега се може доћи аутобусом. Источно од замка лежи језеро.

## Историја

### Господари замка
Историјска лоза Господара замка Локенхаус укључује следеће власнике: Гисингер (1266–1390); Канижај (1390–1535); Надажди (1535–1676); Естерхази (1676–1968); Професор Паул Антон и Маргарет Келер (1968–1980); и професор Паул Антон Келер Фондација - Дворац Локенхаус од 1980.

### Рана историја
Насеља на подручју дворца Локенхаус потичу из каменог доба. Илири и Келти који су се овде населили заслужни су за изградњу дворца око 1200. године грађевинским материјалом који је доступан на лицу места, мада се први пут појављује у писаним записима датираним у 1242. години. Најстарија тврђава саграђена је за одбрану подручја од Монгола. Римљани су анектирали то подручје и укључили га у састав провинције Панонија под Римским царством. Немачки и словенски народ насељавао је дворац. Међу значајним власницима били су: војвода Фридрих II , Хенри II од Гисинга, краљ Бохемије, Отакар II и краљ Максимилијан II. Дворац је уништен 1337. године под Карлом Робертом.
Град је добио трговачки статус 1492. године. Коначно, дворац је припао породици Надажди. Франц II Надажди оженио се Ержебет Батори, потомком Иштвана VIII Баторија, која је у историју ушла као крвава грофица због њене владавине терора, мучења и убијања стотина жена из садистичког задовољства.

### 17 - 19. век
Дворац и град забележили су значајна побољшања током владавине Франца III Надаждија (1622–1671) који је од 1664. био Лорд поручник, Краљевски већник, начелник коморе и врховни судија. Оженио се Јулијом Аном Естерхази, ћерком Николауса Естерхазија. 1676. године замак је преузео гроф Пол Естерхази, зет Надаждија. Током турског рата 1683. године настала је велика штета у граду и замку. У устанку током 18. века дошло је до даљег пљачкања и разарања.

### 20. век
Током Првог светског рата и периода који је следио није дошло до промене статуса замка, све до 1921. године. Дворац је подвргнут обнови тек након Другог светског рата под Црвеном армијом. 1968. године професор Паул Антон Келер и његова супруга Маргарет купили су дворац Локенхаус који је у то време био у рушевинама. Продали су сву своју имовину ради обнове. Процењено је да ће обнова коштати 800.000 евра, од чега су потрошили сопствени новац у износу од 500.000 евра. Пре завршетка рестаурације, професор Келер је умро. Међутим, његова супруга је наставила посао, извршила задатак и дворац преименовала у „Фондација професора Паула Антона Келера - дворац Локенхаус“ у част њеног супруга. Поверенички одбор, основан у јулу 1980. године, управљао је даљим рестаураторским радовима који су предузети са више средстава прикупљених од јавности. Еуген Хорват, пензионисани генерал и финансијски саветник, значајно је допринео активностима фонда.
Дворац Локенхаус је део Парка природе Гешрајбенштајн. Дворац је локација средњовековних сцена у мистериозној драми Рудолфа Штајнера, Пробе душе.

## Архитектонске карактеристике
Прозори и стубови замка су добро украшени и има много фресака. Крипта одражава уметнички стил 13. века. У двоструко апсидовани Kultraum, смештен на првом спрату у центру зграде, првобитно се улазило и осветљавала га је само рупа на плафону; можда је био повезан са витезовима темпларима и познат је и као „Витешка сала“. Високо засвођена Велика сала (Rittersaal) првобитно се користила као трпезарија за ручавање; то је сада Готска витешка дворана, са готичким попречно ребрастим сводом. Црвене алге упорно расту близу улаза у дворану у пределу где су убијени последњи витезови темплари. Спољни зидови имају кружне куле, а нова конференцијска сала изнад Витешке дворане може да прими 600 људи. Капела са фрескама је у кули. Неколико соба, ходници, степеништа и санитарни чворови такође су обновљени.
Тамница се посебно истиче. Из стене су је истесали турски затвореници. Према једном документу, шеснаест Турака је у њему живо спаљено 1557. године. Друга карактеристика је такозвана култна соба, подземна соба о којој постоје разне теорије.

### Авифаунална подручја
Зграда има Greifvogelstation, дом птица грабљивица. Сваке године овде се роди око 1200 слепих мишева. Аудиовизуелна презентација и уређаји за ноћно посматрање део су програма који организује Повереничка управа, а који даје детаље о репродукцији и одгоју младих, понашању у лову и исхрани, као и годишњем циклусу слепих мишева. Постоје два дворишта, доње има ресторан.

### Соба за мучење
Спирално камено степениште постепено се сужава све док се човек више не може кретати напред, осим до црног отвора испред стопала. Комора за мучење укључује Железну девицу, у средишту собе. Била је двострана са отвором за жртву и имала је оштре шиљке изнутра. Остале ствари у мучилишту су уски кауч, зарђали ланци, камене кугле, врата у поду, лисице, дробилице и клешта.

### Подземље
Гроб породице Надажди изграђен је од четвртастог камења и засвођен у округлим луковима који почивају на стубовима. То је дугачка подземна галерија, осветљена само једним кружним отвором, који се може затворити каменом. Други гроб, смештен испод низа соба које је некада користио господар дворца, дубоко је укопан у чврсту стену и подељен је у два различита одељења дугачким низом малих стубова на којима се налазе заобљени лукови. Читаво подземно подручје било је детаљно украшено статуама исклесаним у дрвету од којих су неки фрагменти и даље остали. Своду се приступа кроз велику салу која је осветљена са два уска засвођена прозора. У десном углу налази се бунар, укопан дубоко у стену.

## Туризам
Објекти замка доступни су за културне догађаје, конференције, семинаре и састанке. Фестивалска сала користи се за концерте; то је централно место Фестивала камерне музике, који су 1982. године покренули Пастор Херович из Локенхауса и виолиниста Гидон Кремер из Риге. Фестивал камерне музике Локенхаус је годишњи догађај.